# Judo na Letních olympijských hrách 1972
Zápasy v judu na LOH v Mnichově probíhaly v hale Wrestling-Judo Hall v období 31. srpna - 4. září 1972.

## Systém turnaje
Turnaje se zúčastnilo 154 judistů ze 46 zemí. Zápasilo se v šesti váhových kategoriích, do kterých se judisté nalosovali. Pavouk se následně rozdělil na dvě části. Vítězové obou části postupovali do finálového kola kde se utkali s vítězi oprav. Do oprav postupovali judisté, kteří v turnaji vypadli s jedním ze dvou vítězů pavouku. V první části finálového kole se určili držitelé bronzových medailí, kterými se stali poražení judisté. Druhá část finálového kola byla klasickým finále.
Podobný systém se na vrcholné akci aplikoval naposledy. Důvodem jeho zrušení byl asi fakt, že každý den turnaje docházelo ve finále k střetnutí judistů, kteří se v turnaji již utkali a vítězem zlaté medaile se nejednou stal judista, který první zápas v pavouku prohrál.

## Průběh soutěží
Judo se po osmi letech vrátilo na olympijské hry. Jasnými favority na vítězství byli Japonští judisté a v těžkých vahách nizozemský silák Ruska, který navazoval na úspěchy svého krajana Geesinka.
Průběh soutěží přinesl pouze jedno obrovské překvapení. Druhý den turnaje Gruzínský mladík v barvách Sovětského svazu Čočišvili vyřadil ve druhém kole dvojnásobného mistra světa z Japonska Sasaharu. Poprvé v historii tak Japonský judista prohrál v zápase čistou technikou. Do té doby japonští judisté prohráli pouze s Nizozemci jejichž judo bylo postaveno na vysoké fyzické/atletické připravenosti. Wim Ruska býval námořníkem a Anton Geesink měl proporce dnešní hvězdy Teddy Rinera z Francie.
Turnaje se účastnila i řada bojovníků, kteří judistické kimono (judogi) viděli poprvé v životě. Tato situace není neobvyklá ani dnes, ale tehdy se tzv. judoamatéři byli schopní dostat i do dalších kol. Příkladem může být mongolský reprezentant Bujadá, který se teprve v den svého vystoupení učil zavazovat pásek od judogi. I s tímto hendikepem se dostal až do finále, kde nestačil na Japonského specialistu v ne-waza (boj na zemi). Na druhý den byl však tento mongolský reprezentant zbaven medaile pro pozitivní dopingový test. Do jaké míry se jednalo o obětního beránka pro propagaci tehdy nově zavádějící se metody kontroly dopingu se už asi nedozvíme. Přesným opakem těchto instinktivních bojovníků byli evropští judisté Francouzi, Němci. Bronzový medailista v kategorii lehkých vah Mounier ukázal, že se medaile dá vybojovat i způsobem, že v turnaji nezaznamenáte ani jeden bod. Stačí vést boj takticky, v případě nouze se plazit po zemi a rozhodčí vás po uplynutí časové doby určí za vítěze.

### Československá stopa
Turnaje se účastnil jeden československý judista:
- Petr Jákl - předvedl výborný výkon, dva zápasy vyhrál a dva prohrál v kategorii do 80 kg. Obsadil konečné 7. místo. Účastnil se i bojů v kategorii bez rozdílu vah kde prohrál svůj jediný zápas po volném losu v prvním kole. Obsadil konečné 13. místo.

## Program
- 31.08.1972 - Těžké váhy (+ 93 kg)
- 01.09.1972 - Polotěžké váhy (- 93 kg)
- 02.09.1972 - Střední váhy (- 80 kg)
- 03.09.1972 - Polostřední váhy (- 70 kg)
- 04.09.1972 - Lehké váhy (- 63 kg)

přestávka
- 09.09.1972 - Bez rozdílu vah

## Medailisté

### Muži
| Kategorie | Zlato                                | Stříbro                                | Bronz                                                 | Bronz                                  |
| --------- | ------------------------------------ | -------------------------------------- | ----------------------------------------------------- | -------------------------------------- |
| - 63 kg   | Takao Kawaguči · Japonsko (JPN)      | Bachávágín Bujadá (MGL)                | Kim Jong-Ik · Severní Korea (PRK)                     | Jean-Jacques Mounier · Francie (FRA)   |
| - 70 kg   | Tojokazu Nomura · Japonsko (JPN)     | Antoni Zajkowski · Polsko (POL)        | Dietmar Hötger · Německá demokratická republika (GDR) | Anatolij Novikov · Sovětský svaz (URS) |
| - 80 kg   | Šinobu Sekine · Japonsko (JPN)       | O Sung-ip · Jižní Korea (KOR)          | Jean-Paul Coche · Francie (FRA)                       | Brian Jacks · Velká Británie (GBR)     |
| - 93 kg   | Šota Čočišvili · Sovětský svaz (URS) | David Starbrook · Velká Británie (GBR) | Paul Barth · Západní Německo (FRG)                    | Chiaki Ishii · Brazílie (BRA)          |
| + 93 kg   | Wim Ruska · Nizozemsko (NED)         | Klaus Glahn · Západní Německo (FRG)    | Motoki Nišimura · Japonsko (JPN)                      | Givi Onašvili · Sovětský svaz (URS)    |

### Kategorie bez rozdílu vah
| Kategorie       | Zlato                        | Stříbro                                | Bronz                                | Bronz                                |
| --------------- | ---------------------------- | -------------------------------------- | ------------------------------------ | ------------------------------------ |
| Bez rozdílu vah | Wim Ruska · Nizozemsko (NED) | Vitalij Kuzněcov · Sovětský svaz (URS) | Jean-Claude Brondani · Francie (FRA) | Angelo Parisi · Velká Británie (GBR) |

## Přehled medailí
| Pořadí | Země                                 | Zlato | Stříbro | Bronz | Celkově |
| ------ | ------------------------------------ | ----- | ------- | ----- | ------- |
| 1.     | Japonsko (JPN)                       | 3     | 0       | 1     | 4       |
| 2.     | Nizozemsko (NED)                     | 2     | 0       | 0     | 2       |
| 3.     | Sovětský svaz (URS)                  | 1     | 1       | 2     | 4       |
| 4.     | Velká Británie (GBR)                 | 0     | 1       | 2     | 3       |
| 5.     | Západní Německo (FRG)                | 0     | 1       | 1     | 2       |
| 6.     | Polsko (POL)                         | 0     | 1       | 0     | 1       |
| 6.     | Jižní Korea (KOR)                    | 0     | 1       | 0     | 1       |
| 8.     | Francie (FRA)                        | 0     | 0       | 3     | 3       |
| 9.     | Brazílie (BRA)                       | 0     | 0       | 1     | 1       |
| 9.     | Německá demokratická republika (GDR) | 0     | 0       | 1     | 1       |
| 9.     | Severní Korea (PRK)                  | 0     | 0       | 1     | 1       |
| Celkem | Celkem                               | 6     | 5       | 12    | 23      |

## Zajímavosti z pravidel
Zápasnická doba trvala různě dlouho podle stupně vyřazovacího kola. Byla bez prodloužení (golden score) a pokud se nerozhodlo v časovém limitu tak vítěze určili rozhodčí pomocí praporků.
- 6 minut - vyřazovací kola až do semifinále
- 8 minut - finálové kolo (druhé semifinále s vítězem oprav)
- 10 minut - finálový zápas